# Josep Vendrell Gardeñes
Josep Vendrell Gardeñes (Camarasa, 11 de juliol de 1968) és un polític català, diputat per ICV-EUiA al Parlament de Catalunya. És llicenciat en Història Contemporània per la Universitat de Barcelona (1991). Màster en Polítiques Públiques i Socials per la Universitat Pompeu Fabra (2002).
Es va afiliar al Partit Socialista Unificat de Catalunya (PSUC) el 1986. Va ser responsable de serveis de la Unió Intercomarcal de les Terres de Lleida de  CCOO (1989-1990) i responsable d'organització de la Joventut Comunista de Catalunya (JCC) (1990). De 1991 fins a 1996 fou coordinador Nacional de  Joves amb Iniciativa.
Des de l'any 1996 fins al 2003 ha ocupat diferents responsabilitat a ICV: responsable de les Relacions Internacionals i responsable de Comunicació. Del 2003 a l'abril 2006 ha estat Cap de Gabinet del conseller Joan Saura, en el Departament de Relacions Institucionals i Participació de la Generalitat de Catalunya. De 2006 a 2010 va ser Secretari de Relacions Institucionals i Participació del  Departament d'Interior.
Diputat al Parlament des del novembre del 2011, quan  Laia Ortiz va abandonar el seu escó per ser diputada al Congrés dels Diputats. També és membre de la Comissió Executiva d'ICV. Vendrell es va presentar de número deu de la coalició d'esquerres Catalunya Sí que es Pot a la llista de la circumscripció de Barcelona en les eleccions catalanes de 2015, i fou el candidat d'ICV a la coalició d'esquerres En Comú Podem per a les eleccions generals espanyoles del mateix any assolint acta de diputat.